# Forum Clodii
Forum Clodii era una ciutat d'Etrúria situada a la via Clòdia. El lloc es menciona especialment als Itineraris, però també en parla Claudi Ptolemeu entre les ciutats del sud d'Etrúria.
L'Itinerari d'Antoní diu que estava situada a 32.000 passes (uns 37 km) de Roma, i la Taula de Peutinger diu que es trobava entre Sabate i Blera. Va sorgir com una mansio o parada per hostatjar els viatgers sobre una primitiva ciutat etrusca que era a la riba del lacus Sabatinus (o llac de Bracciano), i una via secundària que donava la volta al lac, la connectava amb la via Càssia.